# Кањон Бољетинске реке
Кањон Бољетинске реке се налази у источној Србији, у близини села Бољетин (општина Мајданпек) и археолошког налазишта Лепенски Вир, у оквиру националног парка Ђердап.

## Значај
Кањон се целом својом дужином до ушћа у Дунав налази у саставу резервата природе Кањон Бољетинске реке - Гребен, а значајан је због континуалних геолошких слојева из периода Догера до периода Аптиан. Основа је сачињена од црвеног пешчара из доба Перма, као и слојева из доба Јуре и дели се на следеће формације: Бивоља стена, Лепенски вир, Песача - Гребен, Валендин, Барем и Аптиан.
Ови трагови сабијања, набирања и укрштања слојева стена различитих боја које су оставили тектонски поремећаји у прошлости су реткост у Европи, па самим тим имају велики значај у геологији.
Сем свог геолошко - морфолошког значаја кањон има и вегетацијске вредности које чине климатогене заједнице Сладуна и Цера са грабићем. Поред тога представља богато налазиште веона значајне мезозојске фосилне фауне.